# Victory (film fra 1919)
Victory er en amerikansk stumfilm fra 1919 af Maurice Tourneur.

## Medvirkende
- Jack Holt som Axel Heyst
- Seena Owen som Alma
- Lon Chaney som Ricardo
- Wallace Beery som August Schomberg
- Ben Deeley som Jones